# Veľká Mača
Veľká Mača (bis 1948 slowakisch „Veľký Mačad“, bis 1927 „Hrubý Mačad“; ungarisch Nagymácséd) ist eine Gemeinde in der Westslowakei mit 2560 Einwohnern (Stand 31. Dezember 2024).

## Geographie
Die Gemeinde befindet sich im slowakischen Donautiefland, auf einer Ebene zwischen den Flüssen Dudváh westlich und Waag östlich des Ortes. Südwestlich des bebauten Ortsgebiets findet man den geschützten Eichenhain Mačiansky háj, ansonsten ist das Gemeindegebiet entwaldet. Das Ortszentrum liegt auf einer Höhe von 124 m n.m. und ist jeweils sechs Kilometer von Sereď und Sládkovičovo, acht Kilometer von Galanta sowie ungefähr 55 Kilometer östlich von der slowakischen Hauptstadt Bratislava entfernt.
Nachbargemeinden sind Sereď im Norden, Dolná Streda im Nordosten, Gáň im Osten, Galanta im Süden, Sládkovičovo im Südwesten, Malá Mača und Abrahám im Westen und Hoste im Nordwesten.

## Geschichte

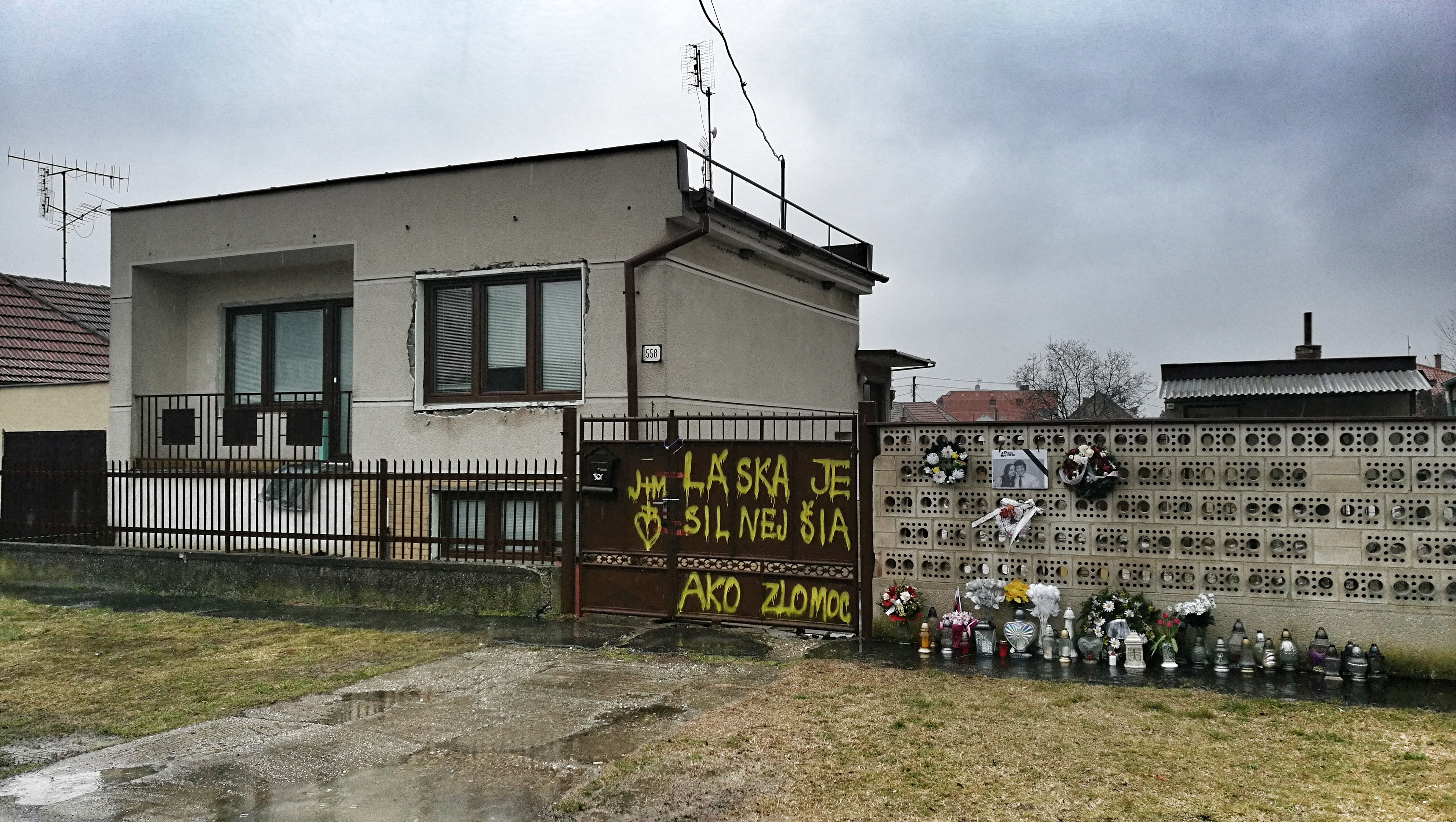
Haus, in dem Ján Kuciak und Martina Kušnírová ermordet wurden

Bei Veľká Mača liegt der archäologische Fundort Mačianske vŕšky. Ein Fund von dort, ein Kreuz (genauer ein Enkolpion) aus dem 10. Jahrhundert, war bis 2008, vor der Einführung des Euro, auf der slowakischen 10-Kronen-Münze dargestellt.
Veľká Mača wurde 1326 zum ersten Mal als Mached schriftlich erwähnt. Weitere historische Bezeichnungen sind unter anderen Mached utraque (1335), Machid (1390), Nagmached (1473), Welky Maczid (1773). Das Dorf war Besitz verschiedener Familien des Landadels, im 16. Jahrhundert gehörte ein Teil des Ortes zum Herrschaftsgebiet der Burg Schintau. Die Einwohner waren vorwiegend als Landwirte beschäftigt.
Bis 1918 gehörte die Gemeinde im Komitat Pressburg zum Königreich Ungarn und kam dann zur neu entstandenen Tschechoslowakei. Durch den Ersten Wiener Schiedsspruch kam der Ort von 1938 bis 1945 kurzzeitig wieder zu Ungarn und ist seit 1993 ein Teil der heutigen Slowakei.
Am 21. Februar 2018 wurden der Investigativjournalist Ján Kuciak und seine Verlobte Martina Kušnírová in Kuciaks Haus in Veľká Mača ermordet. Der Auftragsmord und die nachfolgenden Enthüllungen lösten eine politisch-gesellschaftliche Krise in der Slowakei aus.

## Bevölkerung
| Jahr                | 1994 | 2004    | 2014    | 2024    |
| ------------------- | ---- | ------- | ------- | ------- |
| Anzahl der Personen | 2559 | 2614    | 2571    | 2560    |
| Unterschied         |      | +2,14 % | −1,64 % | −0,42 % |

| Jahr                | 2023 | 2024    |
| ------------------- | ---- | ------- |
| Anzahl der Personen | 2564 | 2560    |
| Unterschied         |      | −0,15 % |

Nach der Volkszählung 2011 wohnten in Veľká Mača 2603 Einwohner, davon 1982 Magyaren, 529 Slowaken, 11 Roma, sechs Tschechen sowie jeweils ein Bulgare und Pole. Ein Einwohner gab eine andere Ethnie an und 72 Einwohner machten keine Angabe zur Ethnie. 
2287 Einwohner bekannten sich zur römisch-katholischen Kirche, 34 Einwohner zur Evangelischen Kirche A. B., 15 Einwohner zur Pfingstbewegung, zehn Einwohner zur evangelisch-methodistischen Kirche, vier Einwohner zur reformierten Kirche, jeweils zwei Einwohner zur apostolischen Kirche, zur griechisch-katholischen Kirche und zur orthodoxen Kirche sowie ein Einwohner zu den Zeugen Jehovas; 16 Einwohner bekannten sich zu einer anderen Konfession. 83 Einwohner waren konfessionslos und bei 147 Einwohnern wurde die Konfession nicht ermittelt.

## Bauwerke und Denkmäler

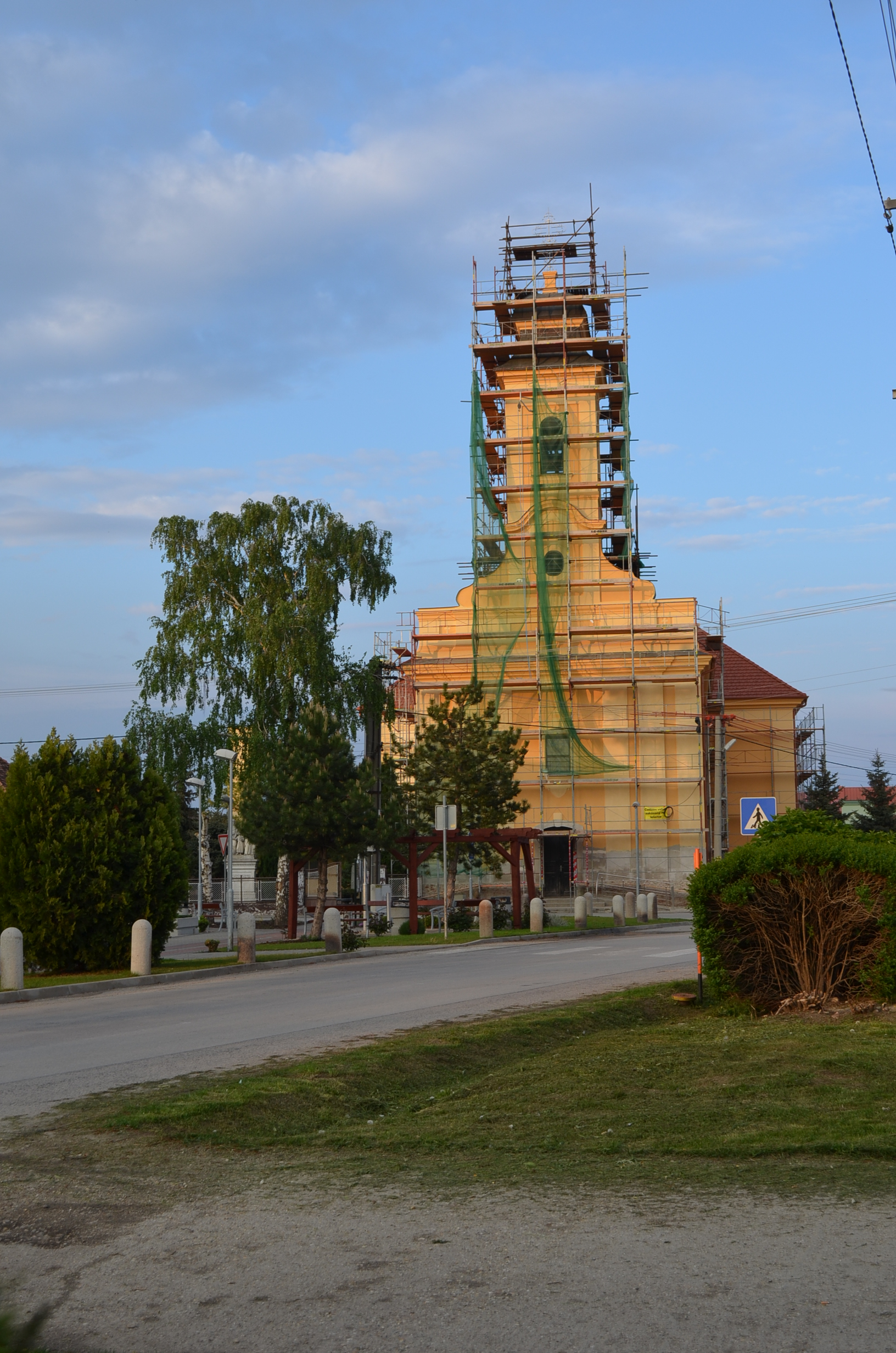
Kirche in Veľká Mača

Das bedeutendste sakrale Bauwerk ist die römisch-katholische Johannes-der-Täufer-Kirche aus dem Jahr 1783 im überwiegend klassizistischen Stil mit einigen barocken Elementen. Dazu gibt es einige Statuen rund um den Ort, wie die Statue der Heiligen Familie, Donatusstatue, Floriansstatue, Johannes-der-Täufer-Statue, Wendelinsstatue sowie eine Dreifaltigkeitssäule. 
Des Weiteren steht im Ort ein Vertriebenendenkmal in Erinnerung an die Magyaren, die nach dem Zweiten Weltkrieg im Rahmen des tschechoslowakisch-ungarischen Bevölkerungsaustauschs zwangsumgesiedelt wurden sowie ein Szeklertor aus dem Jahr 1996.
Seit 1997 betreibt die Gemeinde ein Dorfmuseum, das die Geschichte, Volksbrauchtum und Landschaftskunde der Gemeinde ausstellt.

## Bildung
Die Gemeinde betreibt eine Grundschule mit Kindergarten. 

## Verkehr
Am Rande von Veľká Mača verläuft die Straße 1. Ordnung 62 zwischen Senec und Šintava. Der Anschluss an die Schnellstraße R1 ist vier Kilometer entfernt.
Die nächsten Bahnhöfe sind in Gáň an der Bahnstrecke Leopoldov–Galanta (drei Kilometer) sowie Sládkovičovo und Galanta an der Bahnstrecke Bratislava–Budapest (jeweils acht Kilometer).